# 김성일 (1973년)
김성일(한국 한자: 金成鎰, 1973년 4월 13일 ~ )은 대한민국의 전직 축구 선수이자 현 축구 지도자로 현역 시절 FC 서울, 성남 FC, 서울 노원 유나이티드에서 수비수로 활동했으며 현재 K4리그 남양주 FC의 감독직을 맡고 있다.

## 축구인 경력

### 선수 경력
1998년 안양 LG 치타스 (현 FC 서울)에 입단하였다.